# Gichigamiwininiwag
Kechegummewininewug (Kitchigumiwininiwug, Gichigamiwininiwag) /ime im označava  'Men of the Great Water'  ili  'People of the Great Water' ; isto i Chippewa of Lake Superior, Lake Superior Chippewa/, jedna od deset glavnih skupina Chippewa Indijanaca koji su obitavali na južnoj obali jezera Superior u Michiganu, Wisconsinu i Minnesoti. Ugovorom Lapointe službeno su priznati kao Chippewas of Lake Superior; danas: Lake Superior Chippewa. Broj im je 1867. iznosio 5,560; 1880., 2,813; i 1905. 4,703.
Danas se sastoje od brojnih bandi, a neke su nezavisne: Bad River, Bois Forte Chippewa, Fond du Lac, Grand Portage Chippewa, L'Anse Band, La Pointe, Lac Courte Oreilles, Lac du Flambeau, Lac Vieux Desert, Mole Lake ili Sokaogon Chippewa, Ontonagon, Red Cliff, St. Croix Chippewa.

## Vanjske poveznice
- Chippewa Indian Tribe